# Рюэль, Жан
Жан Рюэ́ль (фр. Jean Ruel, Ruelle, лат. Johannes Ruellius, Rewellius; 1474—1532) — французский средневековый врач и ботаник. Считается первым в истории ботаником, описывавшим в своих работах каждое упоминаемое растение. Многие прилагательные, использованные Рюэлем для описания листьев впервые, впоследствии были заимствованы другими авторами.

## Биография
Жан Рюэль родился в Суассоне в 1474 году. Считается, что в детстве без наставников в совершенстве выучил латинский и греческий языки. Под влиянием Эрмолао Барбаро, Никколо Леоничено и Пандольфо Колленуччо заинтересовался медициной, поступил в Парижский университет. В 1501 году получил степень доктора. Был приглашён на работу личным врачом короля Франциска I, однако отказался. При поддержке епископа Парижского Этьена Понше был назначен священником, однако последующие 20 лет занимался писательским и исследовательским трудом.
Среди работ Рюэля выделяются его переводы Диоскорида (1516). В 1536 году издал книгу De natura stirpium с достаточно подробными описаниями растений, однако без иллюстраций. В дальнейшем эту книгу использовали Фукс, Бок-Трагус, Кордус и Геснер. Фукс высоко оценивал работу Рюэля, он писал, что Рюэль, «в столь тёмное для травяной науки время превзошёл всех, предшествующих ему».
Рюэль впервые посчитал, что растения различных жизненных форм могут быть родственными. Например, он объединил под названием Sambucus бузину-дерево и Ebulus, травянистое растение (ныне известное как бузина травянистая). Неизвестные ему в плане морфологии растения он группировал по их ароматам.
Жан Рюэль скончался в 1537 году будучи городским врачом в Цюрихе во время эпидемии чумы.

## Некоторые работы
- De natura stirpium. (1536)

## Роды растений, названные в честь Ж. Рюэля
- Ruellia [Plum.] L., 1753